# Trochalus francevillensis
Trochalus francevillensis är en skalbaggsart som beskrevs av Moser 1916. Trochalus francevillensis ingår i släktet Trochalus och familjen Melolonthidae. Inga underarter finns listade i Catalogue of Life.